# Eduard Teiman
Eduard Teiman war ein estnischer Fußballspieler.

## Karriere
Eduard Teiman spielte mindestens von 1924 bis 1925 für den SK Tallinna Sport. In beiden Jahren gewann er mit dem Verein jeweils die Estnische Fußballmeisterschaft.

## Erfolge
mit dem SK Tallinna Sport:
- Estnischer Meister: 1924, 1925